# Regno di Sicilia (1848-1849)
Il Regno di Sicilia fu uno Stato costituito in Sicilia ed esistito dal 25 marzo 1848 al 15 maggio 1849. Resosi indipendente dal Regno delle Due Sicilie durante la rivoluzione siciliana del gennaio 1848, ebbe fine con la riconquista dell'isola da parte delle truppe borboniche. Riprese il nome dall'antico Regno di Sicilia, soppresso dai Borbone nel dicembre 1816.

## Storia

### La rivoluzione
Il Regno di Sicilia nacque sulla scorta degli eventi susseguenti alla rivoluzione del 12 gennaio 1848 scoppiata a Palermo.
Il 23 gennaio si riunì il Comitato Generale, che dichiarò la monarchia borbonica ufficialmente decaduta. Gli elementi più di spicco del Comitato erano i patrioti siciliani Vincenzo Fardella di Torrearsa, Ruggero Settimo (presidente), Francesco Paolo Perez, Mariano Stabile (segretario generale) e Francesco Crispi.
Con la fondazione del nuovo Stato, i nobili siciliani rispolverarono la Costituzione siciliana del 1812, che includeva i principi della democrazia rappresentativa e della centralità del Parlamento siciliano nel governo del regno.

### Proclamazione del regno

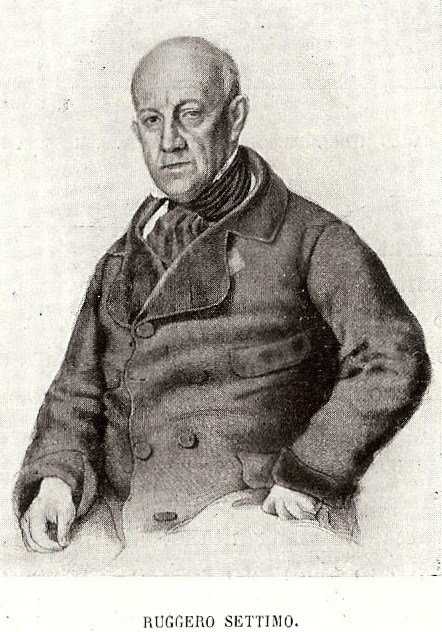
Il capo del governo, Ruggero Settimo

Dopo le elezioni del 15 marzo, il 25 marzo fu riaperto dopo oltre 30 anni di chiusura, il Parlamento di Sicilia, presieduto da Vincenzo Fardella di Torrearsa; fra l'ottimismo e la gioia dei politici e del popolo, la Sicilia si regge come governo costituzionale, e viene proclamato il nuovo "Regno di Sicilia". 
Fu Fardella il 13 aprile 1848 a dichiarare deposto Ferdinando II e ufficialmente decaduta la dinastia borbonica.
Il capo del nuovo governo Ruggero Settimo, già ammiraglio della flotta borbonica, ma che da sempre nutriva schietti sentimenti liberali e mal digeriva le politiche borboniche nei confronti del popolo isolano, fu accolto con entusiasmo e salutato come padre della patria siciliana. Tra i ministri, furono nominati: Michele Amari, Pasquale Calvi, Francesco Crispi, Vincenzo Errante, Pietro Lanza di Scordia e Butera, Giuseppe Paternò, Francesco Paolo Perez, Mariano Stabile e Salvatore Vigo.
In giugno il comandante della flotta siciliana Salvatore Castiglia riuscì a portare a Paola in Calabria la spedizione del colonnello Ignazio Ribotti imbarcata su due piroscafi, eludendo con un abilissimo stratagemma la vigilanza di due fregate borboniche. Il tentativo di far insorgere anche altre regioni però non riuscì.
Il 10 luglio 1848, si proclama un nuovo Statuto costituzionale del nuovo Regno di Sicilia, che ricalca in parte quella del 1812 (poi abolita dai Borbone), ma con l'abolizione della Camera dei pari e la sostituzione con un senato elettivo, e con la scelta del regime monarchico costituzionale.
Il titolo è: La Sicilia sarà sempre Stato indipendente, ma le idee tra i rappresentanti del parlamento restano in netto contrasto tra loro
All'interno del parlamento vi sono i filo-repubblicani, che aspirano ad un'indipendenza dell'isola come repubblica, ci sono i sostenitori delle tesi di Vincenzo Gioberti che parla di un'Italia unita ma confederata in tanti Stati federali e c'è chi è fedele all'istituto della monarchia come Fardella, quindi restauratori del vecchio Regno di Sicilia, soppresso dal Borbone nel 1816.

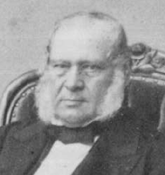
Vincenzo Fardella di Torrearsa, presidente del parlamento siciliano

### La scelta di un re
Come già accaduto in Grecia e in Belgio, dove furono chiamati a regnare dei sovrani tedeschi, il governo dell'isola, spinto dalle sollecitazioni di Vincenzo Fardella di Torrearsa, venne affidato a un re non siciliano, ma da ricercare tra gli italiani, come decretato il 13 aprile dal General Parlamento di Sicilia. Il 10 luglio 1848 il parlamento elegge re di Sicilia il figlio di Carlo Alberto di Savoia, il duca di Genova Ferdinando Alberto Amedeo di Savoia, cui viene indicato il nome di Alberto Amedeo I di Sicilia, che però, impegnato come generale nella prima guerra d'indipendenza, dopo la sconfitta del 24 a Custoza, con una lettera, il 6 agosto la rifiuta. Si continuò, ma invano, la ricerca di un nuovo regnante.
Questa mossa metterà in crisi il futuro dello Stato indipendente e da quel momento in poi l'esecutivo si regge come un governo costituzionale, ma ha breve vita. Infatti, le campagne diventano sempre meno controllate e il governo risulta indebolito, mentre Ferdinando II delle Due Sicilie, spinto da tali indecisioni, decide di riconquistare l'isola.

### Il 1849 e la fine
Nel febbraio 1849 alla guida del governo Pietro Lanza di Butera sostituisce Ruggero Settimo.
Nei primi mesi del 1849, l'Esercito delle Due Sicilie da Messina preparò la riconquista, inviando un esercito di 14.000 uomini comandato da Carlo Filangieri, principe di Satriano. Il 19 marzo le ostilità ripresero. I circa seimila militari siciliani guidati dal generale polacco Ludwik Mierosławski, poco poterono contro i 13.500 del Filangieri.
Il 7 aprile, dopo aspri combattimenti, fu occupata Catania e dopo alcuni scontri tra l'8 e il 10 maggio, il 15 maggio 1849 Filangieri prese possesso di Palermo, mentre i 43 leader siciliani, esclusi dall'amnistia, andarono in esilio a Malta.
Il generale Filangieri divenne governatore (luogotenente generale) della Sicilia fino al 1855, mentre con un decreto del re di Napoli del 15 dicembre 1849 venne imposto all'isola un debito pubblico di 20 milioni di ducati.
Dopo 17 mesi il progetto di uno Stato siciliano, confederato all'Italia, ebbe fine, anche se in realtà non fu riconosciuto dalle potenze straniere. Lo statuto del 1848 non venne mai più riproposto. La sanguinosa riconquista borbonica provocò una profonda frattura in tutto lo Stato, che contribuirà, nel 1860, alla rapida perdita del regno da parte di Francesco II.

## Ordinamento costituzionale
Il parlamento generale di Sicilia (elettivo, e diviso in camera dei comuni e dei senatori) emanò la nuova costituzione che prevedeva che il potere esecutivo era esercitato dal re per mezzo dei ministri responsabili, ed eletti da lui.

### Riconoscimenti internazionali
Approvata la costituzione, furono mandati ambasciatori nello Stato della Chiesa, nel Granducato di Toscana, e nel Regno di Sardegna per ottenere il riconoscimento del Regno di Sicilia. Padre Gioacchino Ventura di Raulica viene nominato ministro plenipotenziario e rappresentante del governo a Roma.
Il console statunitense a Palermo, Marston, riconobbe subito il governo insurrezionale, ma più prudentemente il Dipartimento di Stato USA fece pervenire all'incaricato d'affari siciliano a New York Giuseppe Attinelli, una sconfessione.

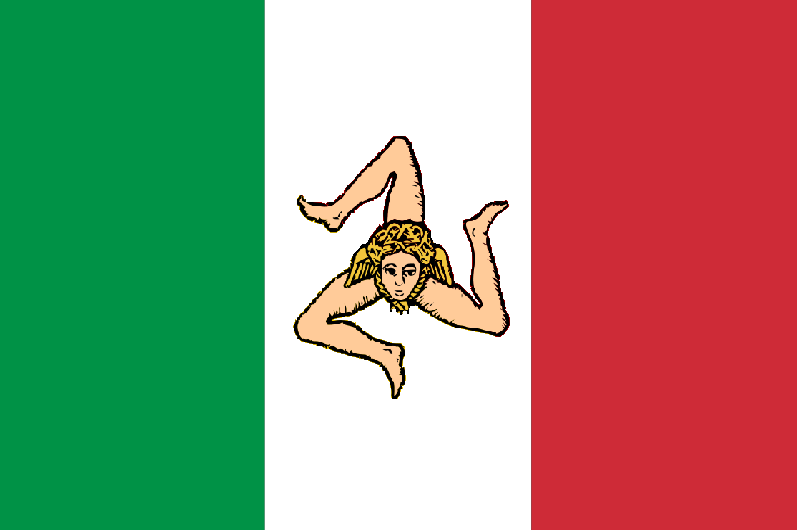
La bandiera

## La bandiera
Il 27 maggio 1848, la Trinacria, simbolo di libertà durante il periodo pre-romano e durante la rivolta del vespro, fu posta al centro del tricolore italiano, e fu adottata dal Parlamento siciliano quale bandiera simbolo dell'isola. 

## Le forze armate
Guardia nazionale
La Guardia nazionale siciliana, era già stata costituita il 28 gennaio 1848, dalle milizie cittadine, con l’incarico "della conservazione dell’ordine pubblico e della sicurezza delle persone e delle proprietà". Divenne un organo costituzionale, e non poteva essere sciolta dal governo. Questa milizia era garante della costituzione e in tempo di pace le forze di terra e di mare non dovevano eccedere il sesto della guardia nazionale di tutto il regno. Le divise ricalcavano quelle dell'epoca, e il frontespizio del "Regolamento per le Vestimenta ed Armamento della Guardia Nazionale" riportava la dizione "Analogo ai modelli della Guardia Civica Pontificia". Uniche differenze erano la piastra dell’elmo che aveva inciso il nome di una delle tre città capoluogo (Palermo, Messina, Catania) e la fibbia della cintura recava in rilievo le iniziali "GN". Nel berretto la triscele. Comandante fu nominato Pietro Riso.
Esercito nazionale siciliano
In quei mesi di guerra invece le truppe di terra erano conseguentemente numerose. Il ministro della guerra era il generale Giuseppe Paternò, capo di stato maggiore fu Giuseppe La Masa. I primi reparti costituiti avevano una divisa formata da una blusa di colore blu scuro, berretto dello stesso colore con coccarda tricolore, mostrine rosse, pantaloni di colore grigio. Il popolo soprannominò ben presto questi militari col nome di “camiciotti” per la blusa che indossavano. Il generale Ignazio Ribotti di Molières e il colonnello Giacomo Longo comandavano le truppe del Vallo di Messina che in giugno sbarcarono in Calabria, cui si aggiunse il colonnello Enrico Fardella, senza esiti. Nella controffensiva del 1849 contro le truppe borboniche di Filangieri, comandante fu designato il generale polacco Ludwik Mierosławski, che nel marzo fu ferito e dovette lasciare il comando.
Marina siciliana
Comandante generale fu nominato Salvatore Castiglia. Svolse piccole operazioni come lo sbarco il 13 giugno a Paola di 500 uomini guidati da Giacomo Longo, trasportati su due piroscafi, o il 15 giugno, nello stretto di Messina, con le barche cannoniere siciliane, comandate dal capitano di vascello Vincenzo Miloro, che affrontavano e costringevano alla fuga una fregata a vapore napoletana. Non ebbe la forza di intervenire durante lo sbarco delle forze borboniche i primi di settembre a Messina con il contemporaneo bombardamento dal mare della città da parte della Real Marina del Regno delle Due Sicilie.

## Le monete del regno
Solo il 14 marzo 1849 si prese la decisione di battere propria moneta, e si dispose la coniazione di proprie monete raffiguranti l'antico e famoso stemma siciliano, cioè la Triscele. Inoltre, avrebbero portato nella ghiera il motto "Sicilia indipendente", mentre i documenti del 1848 riportano la scritta, "Patria Gloria Amore" e "Viva la Sicilia indipendente".